# چاره (تاجیکستان)
چاره (تاجیکستان) (به لاتین: Chore, Tajikistan) یک منطقهٔ مسکونی در تاجیکستان است که در ولایت سغد واقع شده‌است.